# Абасиофилија
Абасиофилија је психосексуална привлачност за особе са смањеном покретљивошћу, посебно за оне који користе ортопедске апарате попут протеза за ноге, ортопедских гипса или инвалидских колица. Термин абасиофилија је први употребио Џон Мани са Универзитета Џонс Хопкинс у раду о парафилијама 1990. године.

## У популарној култури
Абасиофилија игра истакнуту улогу у роману Мајкла Конелија Страшило, у коме је серијски убица мотивисан абасиофилијом.